# Здоровяк (посёлок)
Здоровяк — опустевший поселок в Кромском районе Орловской области в составе Апальковского сельского поселения.

## География
Находится в центральной части Орловской области на расстоянии приблизительно 12 км на северо-запад по прямой от районного центра поселка Кромы.

## История
В начале XX века поселок ещё не отмечался на картах. На карте 1941 года уже отмечен был как поселение с 10 дворами.

## Население
| 2010 |
| ---- |
| 1    |

Численность населения: 5 человек (русские 100 %) в 2002 году, 1 в 2010.